# Charlie Kaufman

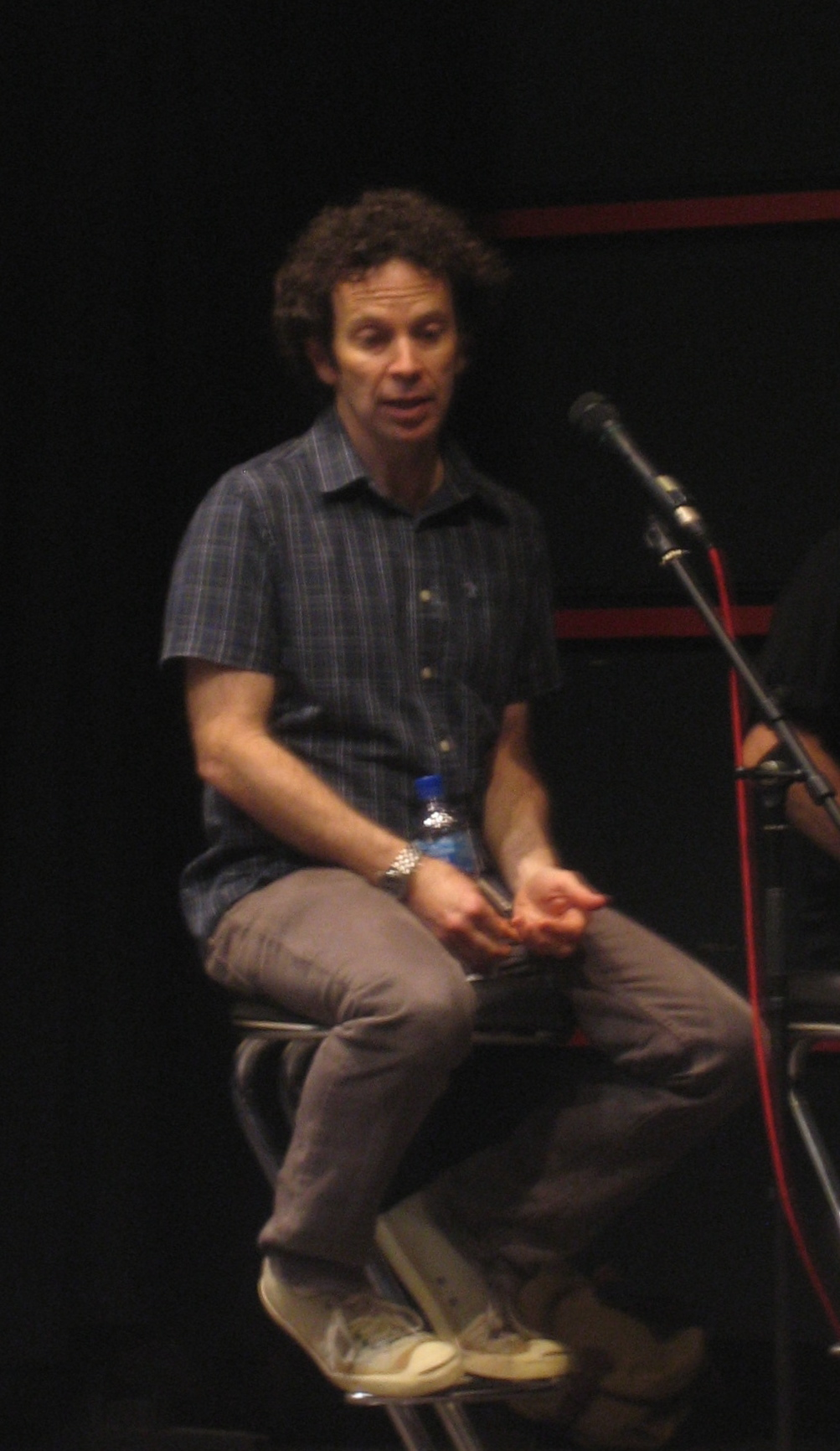
Charlie Kaufman

Charlie Kaufman (New York, 19 november 1958) is een Amerikaans schrijver, regisseur en filmproducent.

## Filmografie
- 2020: I'm Thinking of Ending Things
- 2015: Anomalisa
- 2008: Synecdoche, New York
- 2004: Eternal Sunshine of the Spotless Mind (schrijver van zowel het filmscenario als de screenplay en uitvoerend producent)
  - geregisseerd door: Michel Gondry
  - Oscar - Best Writing, Screenplay Written Directly for the Screen
- 2002: Confessions of a Dangerous Mind (screenplay)
  - geregisseerd door: George Clooney
- 2002: Adaptation. (screenplay en uitvoerend producent)
  - geregisseerd door: Spike Jonze
  - genomineerd voor een Oscar - Best Writing, Screenplay Based on Material Previously Produced or Published
- 2002: Human Nature (schrijver en producent)
  - geregisseerd door: Michel Gondry
- 1999: Being John Malkovich (schrijver en uitvoerend producent)
  - geregisseerd door: Spike Jonze
  - genomineerd voor een Oscar - Best Writing, Screenplay Written Directly for the Screen
- 1995: televisieserie Ned and Stacey (schrijver en producent)